# Accident aérien de l'E-11A de l'US Air Force
Le 27 janvier 2020, un Bombardier Global Express E-11A de l'US Air Force s'écrase dans le district de Deh Yak (en) dans la province de Ghazni en Afghanistan. Les deux occupants de l'appareil sont morts ainsi que deux Afghans tués au sol.

## Appareil
L'appareil impliqué dans l'accident était l'un des quatre Bombardier Global Express E-11A de l'US Air Force,. Une vidéo tournée sur la scène de l'accident montre que le numéro d'identification de l'appareil est 11-9358. Son premier vol a eu lieu en 2009. L’avion était exploité par le 430ème Escadron expéditionnaire de combat électronique (en) dans le cadre d'un système de relais et de passerelle de transmission militaire baptisé Battlefield Airborne Communications Node (en), considéré par les militaires américains comme un Wi-Fi dans le ciel.
Un porte-parole de l’armée américaine, le colonel Sonny Leggett, a confirmé l’identité de l’avion impliqué dans l’accident, qui s’est produit dans une zone contrôlée par les talibans.

## Accident
L'avion s'est écrasé à 13 heures 10 heure locale (8 heures 40 en temps universel) dans le district de Deh Yak (en). Le lieu de l'accident se trouve à 130 kilomètres au sud de Kaboul et près du village de Sado Khelo,, à une dizaine de kilomètres d'un camp militaire américain.
Le porte-parole des talibans, Zabihullah Mujahid, a déclaré à l'AFP que l'avion avait été « abattu tactiquement » par des combattants de l'organisation, tuant tout le monde à bord, y compris des officiers supérieurs,. Les forces armées des États-Unis déclarent le lendemain ne pas avoir trouvé de signes de tir sur l'épave.
Selon une information donné à Newsweek, un appel de détresse a été émis alors que l'appareil se trouvait à 42 000 pieds, l'altitude de croisière du E-11A.
Des photos du lieu de l'accident ont montré que l'avion avait dérapé sur le sol sur une distance considérable avant de s'immobiliser, ce qui indique que l'équipage aurait pu tenter d'effectuer un atterrissage d'urgence. On ne peut pas déterminer d'après celles-ci si l'avion était en feu avant ou après avoir touché le sol.
La Voix de l'Amérique a déclaré dans la journée que l'équipage comptait 5 personnes à bord, qui ont toutes été tuées. Le 28 janvier, l'US Air Force et le département de la Défense confirment le nombre de deux victimes.
Le gouvernement afghan avait initialement affirmé que l'avion accidenté était un Boeing 737-400 de l'Ariana Afghan Airlines avec à son bord 83 passagers,, information rapidement démentie par la compagnie.
Les forces de sécurité afghanes ont tenté d’accéder au site peu après la chute de l’appareil. Mais elles sont « tombées dans une embuscade » au cours de laquelle un policer afghan a été mortellement blessé.

## Enquête
Les autorités militaires américaines ont ouvert une enquête sur l’incident dont les conclusions sont publiés le 21 janvier 2021.
Environ 1 heure et 45 minutes après le début du vol, le moteur gauche a s'est arrêté de manière catastrophique lorsqu'une seule pale de soufflante s'est séparée et a été ingérée par le moteur.
L'équipage a alors estimé à tort que le moteur droit de l'aéronef était tombé en panne ou avait été endommagé, et non le moteur gauche, et a arrêté ce moteur. Cela a provoqué une urgence de panne de moteur double, alors que l'avion se trouvait à environ 38 milles nautiques de l'aérodrome de Bagram ou 17 milles nautiques de l'aéroport international de Kaboul, 28 milles nautiques de la base d'opérations avancée Shank (en) et 230 milles nautiques de Kandahar. Parce que les deux moteurs se sont arrêtés, l'enregistreur numérique de données de vol de l'avion a arrêté l'enregistrement.
L'avion, volant à environ 41 000 pieds, aurait pu se rendre à l'un des endroits les plus proches, mais le pilote a tenté de rentrer à Kandahar et a transmis par radio ce message au  contrôle de la circulation aérienne. « Mayday, Mayday, Mayday… il semble que nous ayons une panne de moteur sur les deux moteurs, nous nous dirigeons directement vers Kandahar en ce moment ».
L'équipage a essayé de démarrer les moteurs, mais ils n'ont pas pu fournir de poussée utilisable, ce qui signifie que l'avion ne pouvait pas revenir à Kandahar, et était alors hors de distance en vol plané par rapport aux autres bases.
Cela signifiait que l'équipage avait peu d'options, et ils ont ensuite tenté de planer vers la base opérationnelle avancée Sharana dans la province de Ghazni. L'avion n'avait pas assez d'altitude et de vitesse pour le faire, et l'équipage a tenté d'atterrir sur un terrain accidenté à environ 21 milles marins de la base. L'E-11 a été considérablement endommagé lors de son atterrissage, dérapant d'environ 340 mètres. L'avion a été détruit et les pilotes ont été mortellement blessés.
L'équipe de récupération du Joint Special Operations Command, dont une unité de la SEAL Team Six, a récupéré les corps des pilotes et l’enregistreur de vol le 28 janvier à bord de deux hélicoptères, et n'a rencontré aucune résistance des talibans gardant le site du crash. Les SEAL ont détruit ce qui restait de l'avion avec des explosifs pour empêcher la capture d'équipements sensibles.
Rien n'indique que l'avion ait été abattu à la suite d'une action hostile, selon les déclarations à la presse.
Le 29 janvier, des sources du Pentagone identifient les deux corps retrouvés dans la carcasse de l'appareil comme étant ceux du lieutenant-colonel Paul K. Voss, 46 ans, rattaché au quartier général de l'Air Combat Command à Langley Air Force Base, et du capitaine Ryan S. Phaneuf, 30 ans, du 37th Bomb Squadron (en) basé à la Ellsworth Air Force Base. Il s'agit de pilotes volontaires pour cette unité dont l'ensemble des E-11A sont déployés sur l'aéroport international de Kandahar. Ils reçoivent un mois d'entraînement dans un simulateur de vol avant de se rendre en Afghanistan puis une semaine de « formation méthodique au théâtre d'opération » sur le E-11A une fois qu'ils sont arrivés.
Selon un site site d'actualité iranien indépendant, des sources de renseignements russes ont déclaré que Michael D'Andrea, chef des opérations de la CIA en Irak, Iran et Afghanistan, a été tué quand un avion militaire américain a été abattu par les taliban à Ghazni. Cela a été démenti aussitôt.

## Crédit d'auteurs
- (en) Cet article est partiellement ou en totalité issu de l’article de Wikipédia en anglais intitulé « 2020 United States Air Force E-11A crash » (voir la liste des auteurs).